# 慶応2年8月の風水害
慶応2年8月の風水害（けいおう2ねん8がつのふうすいがい）は、1866年9月15日ごろと9月24日ごろ（慶応2年8月7日ごろと8月16日ごろ）の2度にわたり日本を襲った風水害である。

## 日本各地の状況
『日本気象史料』には、和暦の8月6日から7日ごろ及び15日から16日ごろについて、ともに関東地方から近畿地方にかけての一帯で被害の記録が掲載されている。
以下、月日はすべて和暦である。

### 東北地方
山形県では8日に大風が吹いた。

### 北陸地方
石川県の大聖寺では4日頃から雨で、7日の夜に出水し、8つ時（8日の2時）から辰巳風（南東風）が吹いた。

### 関東地方
江戸周辺では7日は大雨で、7日から8日にかけて大風が吹いたほか、16日は曇だったものの大風が吹いた
。

### 東海地方
岐阜県では8日7ツ時（4時ごろ）から9ツ時（12時ごろ）まで暴風が烈しく、揖斐川や長良川の周辺では水害も起こった。
飛騨では7日に大風が吹いてイネに被害が出たほか、16日には「寅年の大水」と呼ばれる大洪水が起きた。
愛知県内では5日夜から7日まで大雨が続き、7日は夜（20時ごろ）から翌朝（7時ごろ）まで暴風雨であった。

### 近畿地方

#### 中部・南部
滋賀県愛知郡では7日の夜に辰巳（南東）の大風が吹き、明け方には南に回って朝まで吹いたが、水害はさほどでもなかったとされる。高島郡では7日に大風や高波によって被害が出た。
京都の「中山忠能日記」によると、8日の明け方は南風が強く、樹木や大枝が折れ、雨も降ったが、未刻（14時）ごろから晴れ、夕方には小雨となり、夜には南風も止んだ。
兵庫津では4日に北東の風が吹いて船がよく進んだと長州征伐へ向かう沼津藩士の日記に書かれている。
和歌山県内では7日に北部・南部とも大風雨となり、紀の川が決壊した。

#### 北部
出石では7日と16日に大雨で川が増水し、「御用部屋日記」には被害の様子が詳細に書かれている。
旧国府村では6日と7日が大風雨・洪水で、「寅年の大水」と呼ばれ、庄屋が生野代官所に被害を届け出ている。
豊岡では8日に大雨で円山川が増水し、14日と15日にも大雨で各河川が決壊した。旧奈佐村では「寅年の大洪水」と呼ばれていた。

### 中国地方

#### 山陰
鳥取では4日から雨が降り始め、6日夜から大雨となり、7日の夕方に北風が強く吹き、夜半に袋川が増水、8日の朝に決壊して城下一円で洪水となった。
『山口県災異誌』には対応する記載がない。

#### 山陽
備中よりも東で風による被害が大きかったとされる。
広島県では、奴可郡で大風によりイネに被害が出た。広島県の瀬戸内海付近では7日の夜5つ時（20時）に北西の風が吹き、4つ時（22時）頃には暴風雨となった。『広島県気象史料』には対応する記載がない。

### 四国地方
高知県では、真覚寺日記に記載があり、5日が雨、6日が大雨、7日が大雨で夜に大風が吹いたほか、15日の夜も大雨で波が高かった。

### 九州・沖縄地方
「西日本災異誌」と『沖縄気象台百年史』には対応する記載がない。